# HU-210
HU-210 (Hebrew University 210) – organiczny związek chemiczny z grupy syntetycznych kannabinoidów. Po raz pierwszy otrzymany na Hebrew University przez Raphaela Mechoulama w 1988 roku. Jest substancją psychoaktywną, 100 do 800 razy bardziej aktywną od THC, a efekty jego działania utrzymują się znacznie dłużej. HU-210 stymuluje neurogenezę w rejonie hipokampu, jest to działanie odwrotne do alkoholu, heroiny, nikotyny i kokainy. Jest rozpuszczalny w wodzie.